# Iglesia de San Miguel Arcángel (Aldea de San Miguel)
La iglesia de San Miguel Arcángel es un templo católico de la localidad española de Aldea de San Miguel, en la provincia de Valladolid.

## Descripción
El edificio se encuentra en la localidad española de Aldea de San Miguel, perteneciente a la provincia de Valladolid, en la comunidad autónoma de Castilla y León. Se menciona como iglesia parroquial del lugar en el primer volumen del Diccionario geográfico-estadístico-histórico de España y sus posesiones de Ultramar de Pascual Madoz, donde aparece descrita con las siguientes palabras:

Una igl. parr. servida por un cura párroco, dedicada á S. Miguel Arcángel, la que está sit. en el O. de la pobl.; su fáb. es de ladrillo, bastante sólida, y aunqu pequeña es suficiente para la felig.; su altar mayor construido en Valladolid en el año 1805 es muy regular, forma un solo cuerpo con 4 columnas, entre las cuales hay dos efigies de S. Sebastian y de S. José; es de órden dórico, y los otros dos altares colaterales en los ángulos que forma el arco de la capilla mayor y la pared de la nave son de órden corintio. El cementerio está contiguo á la misma igl.
(Madoz, 1845, pp. 495-496)